# Nicholas B. Davies
Nicholas Barry Davies o Nick Davies (1952) es un reconocido zoólogo, etólogo y ornitólogo británico, considerado uno de los fundadores de la ecología del comportamiento. Es profesor de ecología del comportamiento en el Departamento de Zoología de la Universidad de Cambridge.

## Ecología del comportamiento
Davies, junto con John R. Krebs, publicaron varios libros con una influencia decisiva en el desarrollo de la ecología del comportamiento. Sus libros Behavioral ecology (1978) y An introduction to behavioural ecology (1981), ambos escritos junto a John R. Krebs y con numerosas ediciones, se han convertido en manuales de referencia para la disciplina de la ecología del comportamiento (Behavioral ecology en inglés) y han supuesto una renovación de la etología. 
Como otros científicos su trabajo consiste en una combinación de teoría, observación y experimentación. La base teórica tiene un enfoque evolutivo y adaptacionista cuyos antecedentes son la teoría de la evolución por selección natural de Charles Darwin y la Síntesis evolutiva moderna.

## Investigación
Sus investigación, en ecología del comportamiento, se dirigen al estudio de las adaptaciones del comportamiento en relación con las condiciones tanto ecológicas y como sociales. Según Davies, la selección natural, en teoría, debería favorecer las estrategias de comportamiento que mejor promueven la capacidad de un individuo para reproducirse y trasladar sus genes a las generaciones siguientes. Este hecho genera conflictos en las poblaciones animales (y por extensión las humanas), no solamente entre los grupos o individuos que pelean por los territorios y la búsqueda posterior de pareja, sino que también aparecen conflictos dentro de las uniones, en apariencia armónicas, de parejas de macho y hembra que cooperan para garantizar la supervivencia de sus descendencia. Davies dirige sus investigaciones a dilucidar la naturaleza de esos conflictos y comprender cómo se resuelven.

### Acentor común, alpino y cuco común
Davies estaba trabajando (año 2010) en diferentes aspectos comportamentales de las especies Prunella modularis (acentor común), Prunella collaris (acentor alpino o de los Pirineos) y el Cuculus canorus (Cuco común).

## Obras fundamentales de Davies, N.B.
Las obras más reseñables de Nick Davies son:

### Libros
- 1996 - The feeding behaviour of some insectivorous birds, University of Oxford
- 1992 - Dunnock Behaviour and Social Evolution (dibujos de David Quinn). Oxford series in ecology and evolution, Oxford University Press, ISBN 0-19-854674-2
- 1992 - Dunnocks and breeding systems, Oxford series in ecology and evolution, Oxford University Press, ISBN 978-0-19-854674-0.
- 1981 - An introduction to behavioural ecology, (con John R. Krebs), Blackwell Science, Ltd., ISBN 0-632-03546-3.

- Traducciones: 1984 al alemán y japonés, 1987 al italiano, 1988 al húngaro.

- 1978 - Behavioral ecology. An Evolutionary Approach (con John R. Krebs), Blackwell Science Ltd, ISBN 0-86542-731-3.

### Artículos
- 2009 - Davies, N.B. & Welbergen, J.A., Social transmission of a host defense against cuckoo parasitism. Science 324: 1318-1320.
- 2009 - Welbergen, J.A. & Davies, N.B., Strategic variation in mobbing as a front line of defense against brood parasitism. Current Biology 19: 235-240.
- 2006 - Davies, N.B., Madden, J.R., Butchart, S.H.M. & Rutila, J., A host-race of the cuckoo Cuculus canorus with nestlings attuned to the parental alarm calls of the host species. Proceedings of the Royal Society, B 273: 693-699.
- 2006 - Madden, J.R. & Davies, N.B., A host-race difference in begging calls of nestling cuckoos Cuculus canorus develops through experience and increases host provisioning. Proceedings of the Royal Society B 273: 2343-2351.
- 2004 - Davies, N.B., Madden, J.R. & Butchart, S.H.M., Learning fine-tunes a specific response of nestlings to the parental alarm calls of their own species. Proceedings of the Royal Society B 271: 2297-2304.
- 2000 - Davies, N.B., Cuckoo, Cowbirds and Other Cheats. pp 310. T. and A.D. Poyser.
- 1999 - Kilner, R.M., Noble, D.G. and Davies, N.B., Signals of need in parent-offspring communication and their exploitation by the common cuckoo. Nature, 397: 667-672.
- 1998 - Davies, N.B., Kilner, R.M. y Noble, D.G. (1998). Nestling cuckoos Cuculus canorus exploit hosts with begging calls that mimic a brood. Proceedings of the Royal Society, B 265: 673-678.
- 1998 - Brooke, M. de L., Davies, N.B. and Noble, D.G., Rapid decline of host defences in response to reduced cuckoo parasitism : behavioural flexibility of reed warblers in a changing world. Proceedings of the Royal Society, B 265: 1277-1282.
- 1996 - Davies, N.B., Hartley, I.R., Hatchwell, B.J. y Langmore, N.E., Female control of copulations to maximise male help : a comparison of polygnandrous dunnocks and alpine accentors. Animal Behaviour 51: 27-47.